# О
О, о は、キリル文字のひとつ。ギリシャ文字の Ο（オミクロン）に由来し、ラテン文字の O に相当する文字である。字形もラテン文字の O と同じである。

## 呼称
- ロシア語：オー
- ウクライナ語：オー
- ブルガリア語：オ
- キルギス語：オー

## 音素
原則として /o/ を表す。
- ロシア語ではアクセントがないときは/ɐ/になる。
- ウクライナ語では /ɔ/。
- モンゴル語では /ɔ/。

## アルファベット上の位置
ロシア語・ベラルーシ語の第16字母、ウクライナ語・マケドニア語の第19字母、ブルガリア語の第15字母、セルビア語の第18字母である。

## О に関わる諸事項
- ロシア語では о 一文字で前置格の名詞を伴って「〜について」という前置詞を表す。対格を伴うと「〜にぶつかって」という意味を表す。同じ語源で同じく о 一文字で表される前置詞がウクライナ語、セルビア語、ブルガリア語にも存在する。
- ベラルーシ語ではアクセントがないと綴りの上でも А に変わる。
- かつて目に関する単語に使用されたО/оの異体字としては、Ꙩ/ꙩ・Ꙫ/ꙫ・Ꙭ/ꙭ・ꙮ等がある。

## 符号位置
| 大文字 | Unicode | JIS X 0213 | 文字参照        | 小文字 | Unicode | JIS X 0213 | 文字参照        | 備考 |
| ------ | ------- | ---------- | --------------- | ------ | ------- | ---------- | --------------- | ---- |
| О      | U+041E  | 1-7-16     | &#x41E; &#1054; | о      | U+043E  | 1-7-64     | &#x43E; &#1086; |      |